# Episodi di 1923 (prima stagione)
La prima stagione della serie televisiva 1923, composta da otto episodi, è stata pubblicata negli Stati Uniti dalla piattaforma Paramount+ dal 18 dicembre 2022 al 26 febbraio 2023.
In Italia la stagione è stata distribuita sulla stessa piattaforma dal 12 febbraio all'11 aprile 2023. La disponibilità in lingua italiana degli ultimi tre episodi ha subito un ritardo a causa dello sciopero degli operatori del doppiaggio.
| nº | Titolo originale            | Titolo italiano              | Pubblicazione USA | Pubblicazione Italia |
| -- | --------------------------- | ---------------------------- | ----------------- | -------------------- |
| 1  | 1923                        | 1923                         | 18 dicembre 2022  | 12 febbraio 2023     |
| 2  | Nature's Empty Throne       | Il trono vuoto della natura  | 25 dicembre 2022  | 12 febbraio 2023     |
| 3  | The War Has Come Home       | La guerra è qui              | 1º gennaio 2023   | 19 febbraio 2023     |
| 4  | War and the Turquoise Tide  | La guerra e il mare turchese | 8 gennaio 2023    | 26 febbraio 2023     |
| 5  | Ghost of Zebrina            | Il fantasma della Zebrina    | 5 febbraio 2023   | 5 marzo 2023         |
| 6  | One Ocean Closer to Destiny | A un oceano dal destino      | 12 febbraio 2023  | 9 aprile 2023        |
| 7  | The Rule of Five Hundred    | La regola dei cinquecento    | 19 febbraio 2023  | 11 aprile 2023       |
| 8  | Nothing Left to Lose        | Nulla da perdere             | 26 febbraio 2023  | 11 aprile 2023       |

## 1923
- Titolo originale: 1923
- Diretto da: Ben Richardson
- Scritto da: Taylor Sheridan

### Trama
Montana, 1923. In un flashforward Cara Dutton insegue nella boscaglia un uomo zoppicante per una ferita, lei con un colpo di fucile lo fa stramazzare al suolo. L'uomo implora Cara di risparmiargli la vita chiedendole di portarlo in città, di consegnarlo allo sceriffo, essere giudicato e giustiziato da lui. Cara rimane insensibile alla sua supplica e l'uccide con un colpo di fucile e, nel contempo, lancia un urlo di disperazione.
Nel frattempo, un altro Dutton, suo nipote Spencer, si trova lontano di casa in Africa, è un cacciatore di animali feroci su commissione con due aiutanti indigeni, Linda e Kagiso.
Sulle alture del ranch di Yellowstone, Jacob Dutton osserva con preoccupazione che la piaga delle locuste e della siccità sta portando alla moria il bestiame. Nella riunione al centro civico, Jacob Dutton incontra gli allevatori di pecore guidati da Banner Creighton, che hanno sconfinato sulle terre dei mandriani e tra le parti ne nasce un’aspra e violenta discussione, capeggiata e incitata da Creighton, tale da richiedere l’intervento dello sceriffo William McDowell. I mandriani in seguito con a capo Jacob Dutton prendono la decisione di trasferire le mandrie sulle terre montane di Jacob.
In un collegio cattolico indiano, la nativa Teonna Rainwater è presa di mira da parte di sorella Mary, che non manca di infliggerle con sadismo abusi fisici a suon di bacchettate, provocandone la ribellione di Teonna che la prende a pugni. La suora subisce la stessa sorte di Teonna, da parte di padre Renaud, che però punisce ancora più duramente Teonna, anche per mostrarle il suo errore precedente di aver avuto pietà della suora.
Mentre i mandriani si stanno preparando per la transumanza per le regioni di montagna, gli allevatori di ovini, guidati da Banner Creighton, tagliano le recinzioni e sconfinano sui territori di Jacob per far pascolare il loro gregge.
Quando le mandrie hanno raggiunto la destinazione, Jack Dutton si stacca da gruppo dei suoi compagni e si avvia alla cima della collina. Raggiunta la cima con stupore vede nella vallata sottostante uno smisurato gregge di pecore, è preso dallo sbigottimento, e dal fondovalle parte un colpo di fucile.
Spencer Dutton è in viaggio su un treno per Nairobi, è stato ingaggiato dal responsabile del safari tour Richard Holland. Un leopardo sta predando gli ospiti dell’accampamento situato nella savana. Sta dormendo e ha un incubo post-traumatico che gli fa riemergere gli orrori dei combattimenti affrontati durante la prima guerra mondiale.
Giunto all’accampamento Holland gl’illustra la situazione facendogli vedere le orme di un leopardo. Spencer prende i dovuti accorgimenti con i suoi due aiutanti indigeni Linda e Kagiso per la caccia notturna. Nelle notte Linda e Kagiso sono sdraiati immobili a fare da esca nella tenda allestita lontano dal campo per fare da trappola, mentre Spencer è appostato fra le poacee, pronto ad agire quando la belva sarà a tiro.
Mentre Spencer è in attesa nel suo appostamento sua zia Cara in Montana si accinge a scrivergli una lettera dicendogli che è egoistico non voler tornare a casa, lei sa bene che la guerra cambia gli uomini. E suppone che il suo non voler tornare è perché sta cercando la parte di se che ha perduto. Lei prega per lui perché la ritrovi e torni da loro.
Richard Holland è stato superficiale nel descrivere la situazione, e ha tralasciato di proposito delle informazioni importanti che porteranno la battuta di caccia a un drammatico epilogo.
- Durata: 60 minuti
- Guest star: James Badge Dale (John Dutton Sr.), Jennifer Ehle (Sorella Mary), Robert Patrick (Sceriffo William McDowell), Sebastian Roché (Padre Renaud), Marley Shelton (Emma Dutton), Leenah Robinson (Baapuxti), Kerry O'Malley (Sorella Alice), Tim DeKay (Bob Strafford), Nick Boraine (Richard Holland), Alexandra Grossi (Catherine Walsh).

## Il trono vuoto della natura
- Titolo originale: Nature's Empty Throne
- Diretto da: Ben Richardson
- Scritto da: Taylor Sheridan

### Trama
Spencer è aggredito dal secondo leopardo dopo che ha sparato a quello che ha sbranato la povera Catherine Walsh, combatte contro l’animale riuscendo a metterlo in fuga. Intanto Linda e Kagiso, che stanno correndo in suo soccorso, sono a loro volta attaccati dal leopardo messo in fuga da Spencer, il leopardo si avventa alla gola di Kagiso e lo trascina via. Spencer e Linda corrono in suo soccorso e uccidono il giaguaro. Giungono i soccorsi ma per Kagiso non c’è più nulla da fare.
Spencer ha bisogno di cure immediate perché i graffi porterebbero le ferite in gangrena. Il medico del campo non ha gli strumenti necessari, e consiglia a Spencer di recarsi all’ospedale di Nairobi per ricevere subito cure più adeguate. Spencer è furioso con Holland, lo ritiene responsabile di tutto ciò che è accaduto e in conclusione gli dice che non lo ammazza soltanto perché domani lo dovrà portare a Nairobi.
Il colpo di fucile ha ucciso il cavallo di Jack, è illeso ma ha una gamba bloccata sotto il cavallo, i cowboy arrivano in suo soccorso e sparano al pastore che era giunto per ucciderlo. I pastori sono catturati e la reazione di Jacob è spietata, decide che siano impiccati per aver infranto la legge sulla violazione di domicilio del territorio e per l’attentato a Jack.
Nel frattempo nel collegio cattolico, Teonna Rainwater continua a subire angherie e durante il pranzo si lamenta nella sua lingua con la compagna dando l’occasione a sorella Mary di percuoterla. La violenta reazione di Teonna con la suora le costa l’isolamento. Tolta dall’isolamento, nella lavanderia sorella Alice aiuta Teonna a pulirsi, approfittando di molestarla sessualmente. Sorella Mary interviene e allontana sorella Alice, poi ammonisce la ragazza che se continuerà a ribellarsi non avrà nessuna possibilità di beneficio, la sua unica salvezza è di adeguarsi agli insegnamenti della scuola.
A Nairobi, Spencer è in cerca di un nuovo incarico di caccia. In un hotel ha casualmente un incontro con una ragazza britannica, Alexandra, che le sue amiche riconoscono Spencer come eroe della guerra e sanno tutto delle sue avventure di caccia. Alexandra vedendo quell’uomo svolgere una professione così rischiosa ne rimane conquistata, ma è già fidanzata. Il mattino seguente Spencer si sta allestendo a partire per il suo nuovo incarico, Alexandra è con la sua comitiva pronta per un safari, vede Spencer partire e d’istinto abbandona la compagnia, sale sull’automobile e si unisce a lui per una nuova avventura.
- Durata: 47 minuti
- Guest star: James Badge Dale (John Dutton Sr.), Jennifer Ehle (Sorella Mary), Sebastian Roché (Padre Renaud), Bruce Davison (Arthur), Marley Shelton (Emma Dutton), Leenah Robinson (Baapuxti), Kerry O'Malley (Sorella Alice), Tim DeKay (Bob Strafford), Michael Spears (Run His Horse), Amelia Rico (Issaxche), Nick Boraine (Richard Holland), Jo Ellen Pellman (Jennifer).

## La guerra è qui
- Titolo originale: The War Has Come Home
- Diretto da: Ben Richardson
- Scritto da: Taylor Sheridan

### Trama
Dopo aver fatto la transumanza del bestiame, Jacob con i nipoti John Dutton Sr. e Jack sono tornati al Ranch. Jacob informa Cara che deve recarsi in città per parlare con lo sceriffo e fa la proposta di andarci tutti.
Banner Creighton è riuscito a liberarsi, è sfuggito alla morte, ed è tornato stremato a casa a malapena vivo, manda il figlio, che gli è accorso in aiuto, di andare a chiamare alcuni capifamiglia di pastori.
In citta lo sceriffo McDowell spiega a Dutton di rendersi conto che i tempi sono cambiati e che non si può impiccare la gente come si faceva in passato.
In Africa, Spencer ha un nuovo incarico, all’accampamento è informato che deve dare la caccia a una iena che sta uccidendo degli uomini. Spencer racconta ad Alexandra che ci sono delle impronte di un bambino antico su una pietra lavica, Alexandra, incuriosita, chiede di essere portata a vederle. Dopo l’escursione, quando sono sulla via del ritorno, vengono attaccati da un elefante. Spencer uccide l’elefante ma il loro mezzo è rimasto danneggiato, così sono costretti a rifugiarsi su di un albero non molto alto per la notte. La carcassa dell’elefante ucciso nella notte attira un branco di leoni che, accortosi di loro cercano di arrampicarsi sull’albero per sbranarli. Fortunatamente arrivano i soccorsi dall’accampamento.
Jacob e gli altri Dutton intraprendono la strada del ritorno al ranch di Yellowstone, sono sul carro ma senza la scorta. Giunti nella campagna fuori città da dietro gli alberi che circondano la radura iniziano degli spari che colpiscono gli occupanti del carro. Sono i pecorai radunati da Banner Creighton. Inizia una sparatoria con diversi caduti. Banner in cerca di vendetta ha riservato per se Jacob Dutton, che con un mitra Thompson fa fuoco ripetutamente su di lui. Giunge in aiuto il fidato Zane Davis a capo dei cowboy a ribaltare la situazione, e in questo modo i moribondi e i feriti possono essere riportati al ranch. Cara si rende conto della gravità della situazione, e di aver bisogno di un uomo determinato alla guida della famiglia, così scrive una lettera a Spencer chiedendogli di ritornare a casa.
- Durata: 57 minuti
- Guest star: James Badge Dale (John Dutton Sr.), Robert Patrick (Sceriffo William McDowell), Marley Shelton (Emma Dutton), Tim DeKay (Bob Strafford), Colin Moss (Charles Hardin).

## La guerra e il mare turchese
- Titolo originale: War and the Turquoise Tide
- Diretto da: Ben Richardson
- Scritto da: Taylor Sheridan

### Trama
Grazie all’intervento del medico Jacob sopravvive e riesce a superare la notte, le sue condizioni di salute sono assai precarie ed è immobilizzato a letto. Frattanto Emma Dutton, che ha passato la notte sul carro accanto al cadavere di suo marito John, si reca al cimitero di famiglia a seppellirlo.
Il pastore Clyde assieme a un compagno, gli unici scampati dal conflitto con i Dutton giungono alla casa di Banner Creighton. Vogliono scappare in un altro stato, Banner li dissuade dal farlo, e li convince che riuscirà a costituire una nuova banda di armati. Così si reca da un influente e ricco uomo d’affari abituato a ottenere tutto quello che vuole, Donald Whitfield, e gli propone il suo piano al fine di ottenere il sostegno necessario per noleggiare armi e uomini, e proseguire la guerra contro i Dutton. In cambio, quando sarà riuscito a sottrarre la terra ai Dutton, gli cederà i diritti minerari per l’estrazione. Whitfield accetta, ma gli impone le sue condizioni e lo minaccia che se qualora si rendesse sleale o se fallisse, le conseguenze per Banner saranno molto gravi, per lui e per tutta la sua famiglia. Creighton accetta. Formata la banda, si recano sui pascoli, uccidono i mandriani e rubano tutto il bestiame.
Per i Dutton la situazione è diventata grave. Cara e Jacob pianificano una nuova mossa, sarà Cara a rappresentare Jacob alla riunione bisettimanale degli allevatori al centro civico.
Nel collegio cattolico le sopraffazioni continuano. Baapuxti, la cugina di Teonna, è insultata e percossa con durezza da una suora, Teonna interviene in sua difesa ed è a sua volta colpita e stordita da sorella Mary. Nella lavanderia, quando Teonna rinviene, è nuovamente sottoposta a nuovi abusi. Nella notte quando tutti dormono, Teonna prende una decisione drastica e fugge dalla scuola.
Cara alla riunione con i proprietari del bestiame presenta una delega scritta e convalidata dallo sceriffo McDowell, che la autorizza a rappresentare Jacob, quindi a seguito dell'avvenuto furto delle mandrie propone di sostenere i necessari aumenti della sicurezza in tutto il territorio. Nonostante l’ostruzionismo di Banner Creighton riesce a convincere i mandriani ad accettare il piano di Dutton.
Spencer e Alexandra sono a Zanzibar, felici e ignari di ciò che è successo a casa. Alexandra trova un plico di lettere inviate a Spencer e mai lette, nonostante la riluttanza di Spencer riesce a convincerlo ad aprirle e leggerle. Quando è aperta l’ultima, arrivata novanta giorni prima, apprendono che suo fratello John Sr. è stato ucciso e, quando riceverà questa lettera, molto probabilmente anche suo zio Jacob sarà morto, pure suo nipote Jack è ferito, ed è in corso una guerra che sta mettendo il ranch in pericolo.
- Durata: 54 minuti
- Guest star: Jennifer Ehle (Sorella Mary), Robert Patrick (Sceriffo William McDowell), Marley Shelton (Emma Dutton), Leenah Robinson (Baapuxti), Kerry O'Malley (Sorella Alice), Jessalyn Gilsig (Beverly Strafford).

## Il fantasma della Zebrina
- Titolo originale: Ghost of Zebrina
- Diretto da: Guy Ferland
- Scritto da: Taylor Sheridan

### Trama
Cara Dutton si reca all’ufficio postale per informarsi se c’è un telegramma in arrivo, ma non c’è nulla. Al ranch Jacob è ancora immobilizzato a letto e la ripresa è ancora lenta. Emma Dutton, depressa per la morte di suo marito John, nella notte si toglie la vita.
Spencer e Alexandra sono a Mombasa per intraprendere il loro viaggio di ritorno a casa, ma la prima nave in partenza è solamente fra tre settimane. Spencer non vuole aspettare, cerca una via alternativa, e riesce a concordare con Lucca, un anziano e malato capitano senza equipaggio, un passaggio su un rimorchiatore fino al canale di Suez.
Al mattino nel collegio cattolico dopo la fuga di Teonna c’è trambusto, padre Renaud scruta il cadavere di sorella Mary soffocato e sfigurato, e quello di sorella Alice trafitto al cuore con il tagliacarte di sorella Mary. Padre Renaud sospetta che sia Teonna la responsabile degli omicidi, quindi mette sotto interrogatorio Baapuxti che però non cede, anzi, nella sua lingua minaccia pesantemente il prete, che a tutta risposta la massacra di botte. Scoperte le tracce lasciate da Teonna, padre Renaud manda tre sacerdoti al suo inseguimento. Intanto la ragazza nella notte si è dovuta rifugiare sulla roccia di una piramide di terra a causa di un lupo che l’aveva fiutata. Il mattino seguente viene salvata da Hank, un nativo americano che conosce suo padre, ed è a guardia delle pecore confiscate da Jacob ai pastori e regalate ai nativi della riserva.
Intanto Banner Creighton comincia ad avere i primi risultati, la vedova Beverly Strafford ha ceduto il ranch che confina con lo Yellowstone, così Donald Whitfield può acquisire i diritti minerari di quel territorio.
Prima di imbarcarsi sul rimorchiatore Alexandra suggerisce a Spencer di inviare un telegramma per informare zia Cara del loro arrivo. Nel porto è ancorato il transatlantico RMS Mauretania, salgono a bordo e ne fanno la richiesta al capitano che acconsente. Dopo aver inviato il messaggio, Spencer e Alexandra salpano con il rimorchiatore di Lucca. Durante il viaggio il rimorchiatore incrocia la rotta di una nave fantasma, abbandonata dall’equipaggio dopo l’esplosione delle caldaie, e la corrente la porta avanti e indietro sul corridoio di rotta delle navi. Nella notte durante il suo turno di guardia Lucca muore. Verso l’alba Spencer si sveglia e non sentendo i motori in funzione sale in plancia e scopre che Lucca è morto. Prende la radio e lancia il mayday che è accolto dal piroscafo Cambridge. Mentre sta ricevendo assistenza, Spencer si accorge troppo tardi che sta incrociando la rotta con la nave fantasma ed entra in collisione con essa.
In Montana Cara riceve l’atteso telegramma: “Zia Cara, ho ricevuto la lettera e sto tornando a casa”.
- Durata: 69 minuti
- Guest star: Jennifer Ehle (Sorella Mary), Sebastian Roché (Padre Renaud), Michael Greyeyes (Hank), Joseph Mawle (Capitano Shipley), Peter Stormare (Lucca), Marley Shelton (Emma Dutton), Leenah Robinson (Baapuxti), Justin Zachary (Liam), Tanc Sade (Cillian).

## A un oceano dal destino
- Titolo originale: One Ocean Closer to Destiny
- Diretto da: Guy Ferland
- Scritto da: Taylor Sheridan

### Trama
Hank ha condotto Teonna e il gregge allo stabbio, dove lui ha un rifugio in cui abita. Per evitare dei sospetti che possano riconoscerla, le propone di cambiare gli abiti femminili del collegio con quelli di suo figlio Pete. Gli abiti di Teonna vengono bruciati e le due bibbie che aveva con sé vengono sotterrate.
Due marshal giungono a casa di Issaxche, la nonna di Teonna, e le presentano un mandato d’arresto per la nipote che è accusata di due omicidi. La nonna è incredula a quello che le stanno dicendo e oppone resistenza, Kent, che sta mettendo a soqquadro la casa, la spinge violentemente contro la stufa facendole sbattere la testa. La donna cade e muore. I due marshal concordano che è stata legittima difesa.
Il rimorchiatore dopo la collisione con la nave si è rovesciato, Spencer trovandosi sul ponte di comando riesce a riaffiorare, mentre Alexandra che era sottocoperta è rimasta bloccata nella stiva. Spencer s’immerge e la porta in salvo sulla carena e poi ritorna a recuperare i loro bagagli. La loro speranza di sopravvivenza è esigua, Spencer spera nella SS Cambridge che, essendo a conoscenza della loro richiesta d’aiuto, possa aver avviato le ricerche di soccorso.
Jacob sta lentamente recuperando le forze, e con Zane sta organizzando la vendetta nei confronti di Creighton e i suoi compari. In città Cara e lo sceriffo William McDowell selezionano il personale per l’incarico di agenti per il bestiame. Jacob aveva dato istruzioni a Cara come affrontare la crisi. Devono essere cauti o perderanno tutto, Cara deve diffidare di quelli accattivanti, perché sono quelli che lavorano per Banner. Sotto mentite spoglie si presenta il pastore Clive dimostrando una carriera di tutto rispetto. Poiché la ricerca del personale non ha dato molti sviluppi, lo sceriffo concede l’incarico a Clive, anche se Cara memore delle istruzioni ricevute da Jacob, si stava dimostrando restia. Dopo la selezione Cara si confida con lo sceriffo. Al ranch Jacob fa notare a Cara che sulle montagne circostanti ci sono dei cambiamenti, stanno scavando delle miniere, e presto si troveranno stritolati dallo strapotere di Donald Whitfield, perciò saranno costretti a combattere per salvaguardare la loro terra. Lo sceriffo McDowell che era stato informato da Cara dei fatti accaduti giunge al ranch, è venuto per prendere le deposizioni di tutti residenti, e assicura che l’indomani Creighton sarà arrestato.
Nella notte finalmente giungono i soccorsi della SS Cambridge così Spencer e Alexandra vengono tratti in salvo. A bordo della nave il capitano Shipley da loro una cordiale accoglienza, e saputo il motivo della finalità di Spencer per ritornare in patria, li informa che a Ellis Island gli immigrati impiegano mesi per entrare. Spencer chiede al capitano di sposarli. Il capitano asserisce che è illegale sposarsi per ottenere la cittadinanza. Spencer assicura che quello è solo un vantaggio in più ma non è per quel motivo che vuole farlo. Il capitano vedendo i loro sguardi comprende la sincerità dei loro sentimenti e con una piccola cerimonia li sposa.
- Durata: 54 minuti
- Guest star: Michael Greyeyes (Hank), Robert Patrick (Sceriffo William McDowell), Jamie McShane (Marshal Kent), Joseph Mawle (Capitano Shipley).

## La regola dei cinquecento
- Titolo originale: The Rule of Five Hundred
- Diretto da: Ben Richardson
- Scritto da: Taylor Sheridan

### Trama
Il mattino successivo alla visita dello sceriffo McDowell, Jacob, Jack e gli uomini del ranch si avviano in città per arrestare Banner Creighton. L’affarista Whitfield ha concesso a Banner l’uso di una lussuosa casa permettendogli così di darsi alla bella vita, e mentre passa il tempo a trastullarsi con due prostitute, lo sceriffo bussa alla sua porta e lo arresta. Nel vedere Jacob vivo Creighton rimane sconcertato, e mentre è condotto via in manette, riprende l’arroganza e minaccia i Dutton, in particolare Jack dicendogli che è scampato due volte alla morte ma non ci riuscirà alla terza, cosa che allo sceriffo equivale a una confessione.
Clive che ora è diventato un agente per il bestiame, vede Jacob e lo sceriffo che si accingono ad arrestare Creighton, e si affretta ad avvertire Whitfield che sta in montagna per dare inizio a una nuova miniera sotterranea. Whitfield provvede subito a inviare un avvocato alla prigione dove si trova Creighton. L’avvocato scopre chi è il giudice e consiglia a Banner di tenere la bocca chiusa con chicchessia, e gli promette che l’indomani sarà libero. Nel congedarsi Banner avvisa l’avvocato che a casa sua ci sono due prostitute. Whitfield, informato dei fatti dall’avvocato, si reca a casa e paga le prostitute Christy e Lindy più del dovuto perché facciano del sesso BDSM tra di loro.
Al ranch Cara illustra a Elizabeth il carattere e il rapporto che ha avuto con Spencer, considerandolo, anche se non è suo, il figlio più piccolo, ed è sempre stato un ragazzino molto tranquillo, molto quieto e osservatore, consapevole di ogni sua azione.
Runs His Horse, il capo della tribù dei nativi americani e padre di Teonna, trova Isaaxche morta nella sua casa. Nel frattempo giunge Pete, il figlio di Hank, e lo informa che Teonna è nei guai e si sta nascondendo a casa di suo padre. Runs His Horse sospetta, vedendo delle impronte ferrate lasciate dai cavalli, che non siano stati i ladri a uccidere Issaxche ma i marshal, e consiglia a Pete di fare una via diversa per tornare, di non attraversare il paese e stare lontano dalle strade, e dopo che avrà seppellito Issaxche li raggiungerà.
I tre preti, Liam, Cillian e Romero mandati a recuperare Teonna, incontrano Pete che è accampato per la notte. I sacerdoti chiedono a Pete cosa stia facendo, lui si rifiuta di dare spiegazioni e i sacerdoti si avventano su di lui riempiendolo di botte, dopo di che, stabilito che è di età scolare, lo legano dietro a un cavallo per portarlo al loro istituto religioso.
Nella notte Pete e il prete Liam sostano intorno al fuoco del bivacco, il sacerdote racconta a Pete le sue missioni in altri paesi; popoli come il suo che ora prosperano perché hanno seguito i loro insegnamenti, mentre invece il suo popolo li rinnega e sceglie l’oscurità. il prete con rabbia si scaglia con il coltello alla gola di Pete per ucciderlo, ma prima che possa farlo, Runs His Horse arriva alle spalle e lo scotenna.
Gli altri due preti, Cillian e Romero giungono all’accampamento di Hank. Vedono Teonna che sta governando le capre, e inizialmente pensano che sia un ragazzo, ma dopo alcune domande padre Cillian ha dei sospetti e aggredisce la ragazza per verificarne l’identità, lei si difende e lo acceca a un occhio. Hank che ha osservato la scena nascosto nel rifugio spara al prete che sta infierendo a suon di pugni su di lei, poi uccide Romero che stava fuggendo. Hank soccorre la ragazza ma viene a sua volta ucciso da Cillian che era rimasto solamente ferito. Mentre Cillian ricarica il fucile per finirla, Teonna solleva una grossa pietra e fracassa il cranio del prete.
La nave con Spencer e Alexandra è arrivata in Italia, in un porto della Sicilia. Prima di sbarcare Spencer parla con il capitano Shipley e lo ringrazia per l’accoglienza e la generosità ricevute. Giunti a terra Alexandra chiede di andare in un ristorante e in quel luogo il loro momento idilliaco s’infrange quando vede il suo ex fidanzato Arthur.
- Durata: 51 minuti
- Guest star: Michael Greyeyes (Hank), Robert Patrick (Sceriffo William McDowell), Jamie McShane (Marshal Kent), Bruce Davison (Arthur), Currie Graham (Chadwick Benton), Jo Ellen Pellman (Jennifer), Justin Zachary (Liam), Tanc Sade (Cillian), Walker Hare (Romero), Michael Spears (Runs His Horse), Amelia Rico (Issaxche), Cailyn Rice (Christy), Madison Elise Rogers (Lindy).

## Nulla da perdere
- Titolo originale: Nothing Left to Lose
- Diretto da: Ben Richardson
- Scritto da: Taylor Sheridan

### Trama
Nel collegio cattolico indiano il marshal Kent conduce l’indagine sugli omicidi delle due suore Alice e Mary. Controllando la scena del crimine con l’insincero padre Renaud scopre le tracce lasciate dai cavalli ed è costretto ad accompagnare il sacerdote alla ricerca di Teonna.
Intanto Teonna si ricongiunge con suo padre, Runs His Horse, e Pete. I tre ora sono in serio pericolo, rischiano l’impiccagione, così decidono di raggiungere la riserva dei Comanche sul fiume Washita nel Wyoming.
Jacob Dutton arriva in città per assistere all’udienza del caso di Banner Creighton. Banner è difeso dall’accusa di omicidio colposo e tentato omicidio dall’avvocato Chadwick Benton, che è anche l’avvocato di Donald Whitfield. Benton spiega al giudice che ci sono anche accuse rivolte a Dutton perché alcuni agenti della sua commissione hanno impiccato senza processo quattro uomini, tra i quali c’era l’imputato stesso. Pertanto si appella alla legittima difesa, e per tali ragioni richiede l’archiviazione o il rilascio senza cauzione fino al processo. Il giudice rilascia Banner senza cauzione. Nonostante le raccomandazioni dell’avvocato di non parlare, Banner sfida apertamente i Dutton a scontrarsi sul campo.
A casa di Whitfield, lo spregiudicato scozzese manifesta tutta la sua sete di vendetta, e a stento Whitfield riesce a controllarlo promettendogli una ricchezza tale da garantire un futuro di stabilità anche ai suoi discendenti. Il loro obiettivo è quello sottrarre le terre ai Dutton in modo intelligente senza causare nuove complicazioni legali.
Nello Yellowstone il foraggio comincia a scarseggiare, perciò Jacob si reca alla banca locale per richiedere un prestito che gli viene negato. Il bestiame non è più un bene che possa dare delle garanzie, le insolvenze sono elevate, quindi sarebbe un pessimo investimento, anche se Jacob è sempre stato solvente. Il banchiere in alternativa gli offre un mutuo trentennale, cosa che però verrebbe a pesare sulla famiglia e pertanto Jacob rifiuta.
Nel frattempo, Zane fa visita alla sua famiglia: la moglie Alice e i due figli. Clive, che è al servizio di Banner e Whitfield, lo segue e scopre che ha una relazione illegale con una donna asiatica, violando la legge di miscegenazione. La polizia locale arriva a casa della famiglia e arresta Alice. Zane cerca di protestare, ma i poliziotti lo pestano fino a farlo cadere tramortito a terra.
Padre Renaud e il marshal Kent trovano i corpi dei tre sacerdoti, gli inseguitori hanno intuito la loro destinazione, e si preparano per intercettarli lungo la strada che li condurrà alla riserva.
Donald Whitfield va a fare visita ai Dutton portandoli a conoscenza che ha dato uno sguardo ai registri pubblici, ed è emerso che sono in ritardo con le imposte sul patrimonio, non hanno corrisposto al primo pagamento, pertanto si è concesso la libertà di farlo lui per loro, quindi se entro l’anno non sarà ripagato per legge il ranch diventerà suo.
Spencer e Alexandra si stanno imbarcando sulla RMS Majestic per Londra, scorgono con disappunto Arthur e la sua famiglia che anch’essi salgono a bordo della nave. Durante il viaggio Alexandra s’incontra con la sua amica Jennifer e le confida di essersi sposata con Spencer. Durante la cena nella sala ristorante Arthur vede Alexandra e Spencer, è fuori di sé perché Alexandra l’ha lasciato. Durante il ballo Arthur cerca ogni pretesto per attaccare briga. Nonostante le raccomandazioni del padre, Arthur sfida Spencer a un duello. Spencer rifiuta e consiglia il padre di controllarlo, ma Arthur non demorde e insulta con parole ingiuriose Alexandra. Spencer a questo punto accetta la sfida che vince facilmente, Arthur non pago della sconfitta estrae una pistola e si avventa su Spencer per ucciderlo. Nell’atto di difendersi Spencer lo getta, involontariamente, fuori bordo che annega. Il padre del giovane Arthur, Arthur, conte di Sussex e membro della famiglia reale, ordina al comandante di arrestare Spencer e rinchiudere Alexandra nella sua cabina. Accertata la verità sulla legittima difesa, Spencer è comunque obbligato a sbarcare da solo e senza Alexandra, poiché la legittimità del matrimonio è messa in dubbio dal conte. Durante il trasbordo, Alexandra, liberata dalla cabina dalla sua amica Jennifer, ha trovato su una lettera l’indirizzo dei Dutton e urla a Spencer, ormai lontano sulla scialuppa, che lo raggiungerà a Bozeman, Montana.
- Durata: 67 minuti
- Guest star: Michael Greyeyes (Hank), Robert Patrick (Sceriffo William McDowell), Sebastian Roché (Padre Renaud), Jamie McShane (Marshal Kent), Bruce Davison (Arthur), Currie Graham (Chadwick Benton), Jo Ellen Pellman (Jennifer), Wallace Langham (Kyle Murphy), Michael Spears (Runs His Horse), Damian O'Hare (Capitano Hurley), Joy Osmanski (Alice Davis), Justin Zachary (Liam), Tanc Sade (Cillian), Cailyn Rice (Christy), Madison Elise Rogers (Lindy).